# 埃伯巴赫修道院
埃伯巴赫修道院（德語：Kloster Eberbach）是位於德國萊茵高地區莱茵河畔埃尔特维勒附近的一座修道院建築。埃伯巴赫修道院融合了羅馬式建築和早期哥特式建築的風格，是黑森州著名的建築遺產之一。

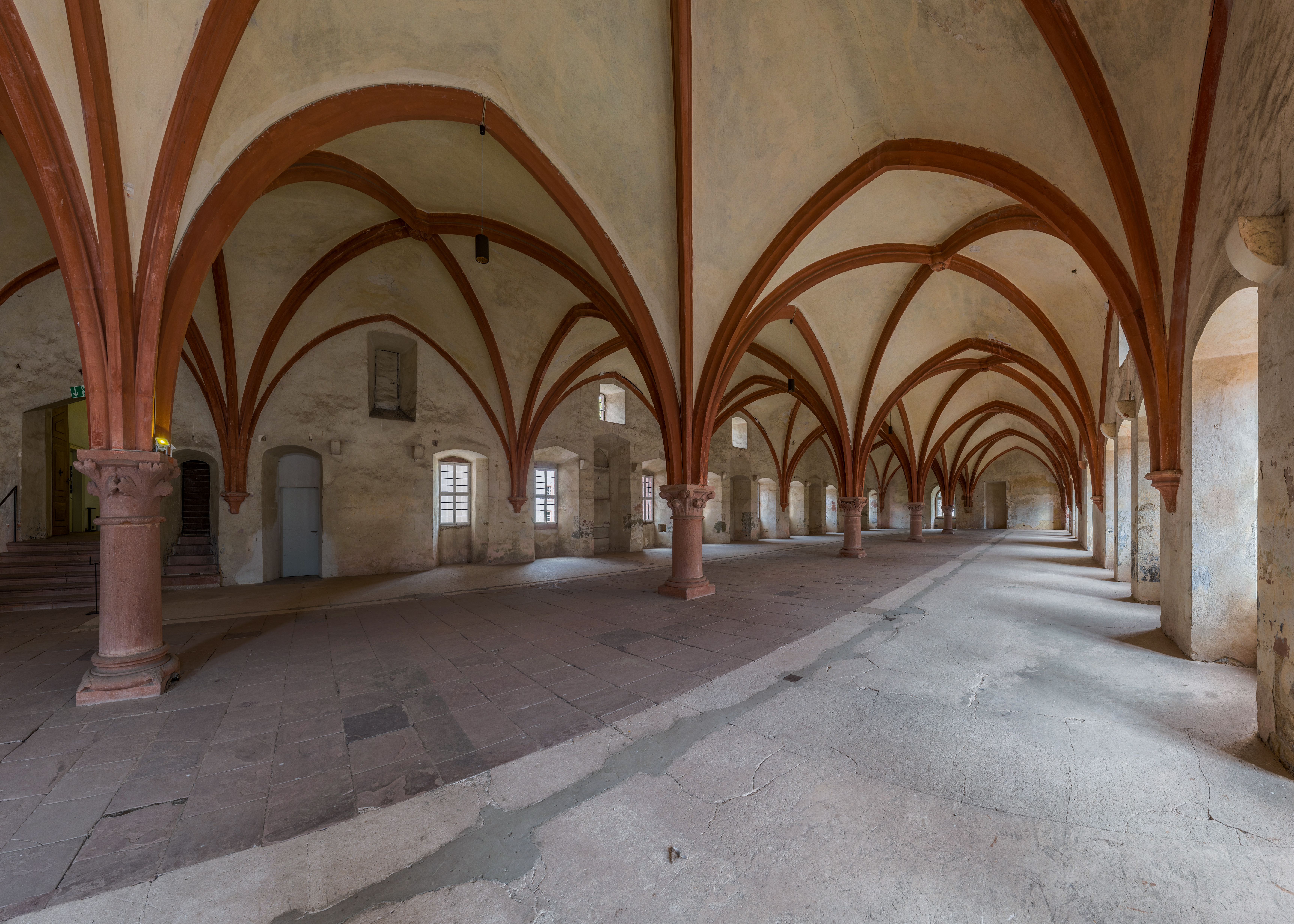
僧侣宿舍是72米长，14米宽的大厅。拱顶是典型的哥特式建筑，电影《玫瑰之名》曾在这里取景。

## 外部連結
- （英文） official website（页面存档备份，存于）
- .  (第11版). London. 1911.
- Aerial views of Eberbach Monastery（页面存档备份，存于）